# Disney Theatrical Productions
Disney Theatrical Productions Limited  — компания по производству театральных постановок и мюзиклов. Является флагманом компании «Disney Theatrical Group» в сфере развлечений.
«Disney Theatrical Productions» также известна как «Disney на Бродвее» (англ. Disney on Broadway).

## История
Основанная в 1993 году как «Walt Disney Theatrical», компания поставила свой первый мюзикл — «Красавица и чудовище». Быстро приобретя популярность в сфере создания профессиональных и популярных (в финансовом и критическом аспектах) театральных представлений, компания запустила в разработку ещё несколько проектов.

## Адаптация анимационных фильмов «Disney»

### «Красавица и Чудовище»
Мюзикл «Красавица и Чудовище», основанный на одноимённом анимационном фильме «Disney», начал свою триумфальную жизнь на Бродвее в 1993 году (предпоказы с 9 марта; стационарный прокат — с 18 апреля) в театре «Palace Theatre». Спектакли шли не прекращаясь до июля 2007 года. Мюзикл закрылся 29 июля в театре «Lunt-Fontanne Theatre», отыграв за 14 лет 5461 спектакль. В настоящее время «Красавица и Чудовище» находится на восьмом месте списка самых продолжительных бродвейских мюзиклов и на седьмом по кассовым сборам.
Успех мюзикла на Бродвее стимулировал желание других стран поставить его у себя на сцене. Так «Красавица и чудовище» появилась в городах: Мельбурн (Австралия), Лондон (Великобритания), Киото (Япония), Сеул (Южная Корея), Штутгарт (Германия), Сидней (Австралия), Мехико (Мексика), Гуаякиль (Эквадор), Йоханнесбург (ЮАР), Мадрид (Испания), Москва (Россия), Милан (Италия), Сан-Пауло (Бразилия), Париж (Франция) и др. Также были организованы туры по городам США и Великобритании.

### «Король лев»
Следующим крупным проектом «Disney Theatrical Productions» стал мюзикл «Король лев», основанный на одноимённом анимационном фильме. Ещё на этапе предпоказов постановка завоевала мгновенный успех. Впервые её увидели в Миннеаполисе (Миннесота) в театре «Орфей» 8 июля 1997 года. Официальная премьера на Бродвее состоялась 19 ноября того же года в театре «Новый Амстердам». 13 июня 2006 года мюзикл переехал в театр «Минскофф».
На данный момент «Король лев» является самой кассовой театральной постановкой за всю историю Бродвея и уже семнадцатый год подряд почти каждый спектакль проходит при полном аншлаге. Мюзикл популярен и в других странах. Постановки с успехом шли/идут в Лондоне, Торонто, Гамбурге (Германия), Сеуле, Токио (Япония), Шанхае (Китай), Сиднее и других городах.

### «Горбун из Нотр-Дама»
Премьера адаптации одноимённого анимационного фильма «Disney» в мюзикл состоялась 5 июня 1999 года в Берлине, став первой постановкой «Disney Theatrical Productions» за пределами США. Мюзикл с успехом шёл три года в театре «Musical theater Berlin» (ныне «Theater am Potsdamer Platz»). В 2008 году Стивен Шварц (автор стихов к песням) сообщил: «Надеюсь, в следующем году мы запустим в производство мюзикл „Горбун из Нотр-Дама“ на Бродвее», но этого не случилось. Позже, в конце 2010 года, в своём интервью Алан Менкен (композитор) подтвердил, что работа над бродвейской версией мюзикла ведётся.
Этап предпоказов состоится в театре «La Jolla Playhouse» города Сан-Диего (Калифорния) с 28 октября по 7 декабря 2014 года. Команда создателей постановки уже назначена: Скотт Шварц (режиссёр), Питер Парнелл (либретто), Джордж Бергасс (хореограф), Александр Додж (дизайн сцены и декорации), Аледжо Виетти (дизайнер-костюмер) и другие. После Сан-Диего мюзикл устроит предпоказы в «Paper Mill Playhouse» в Милльбурне (Нью-Джерси).

### «Тарзан»

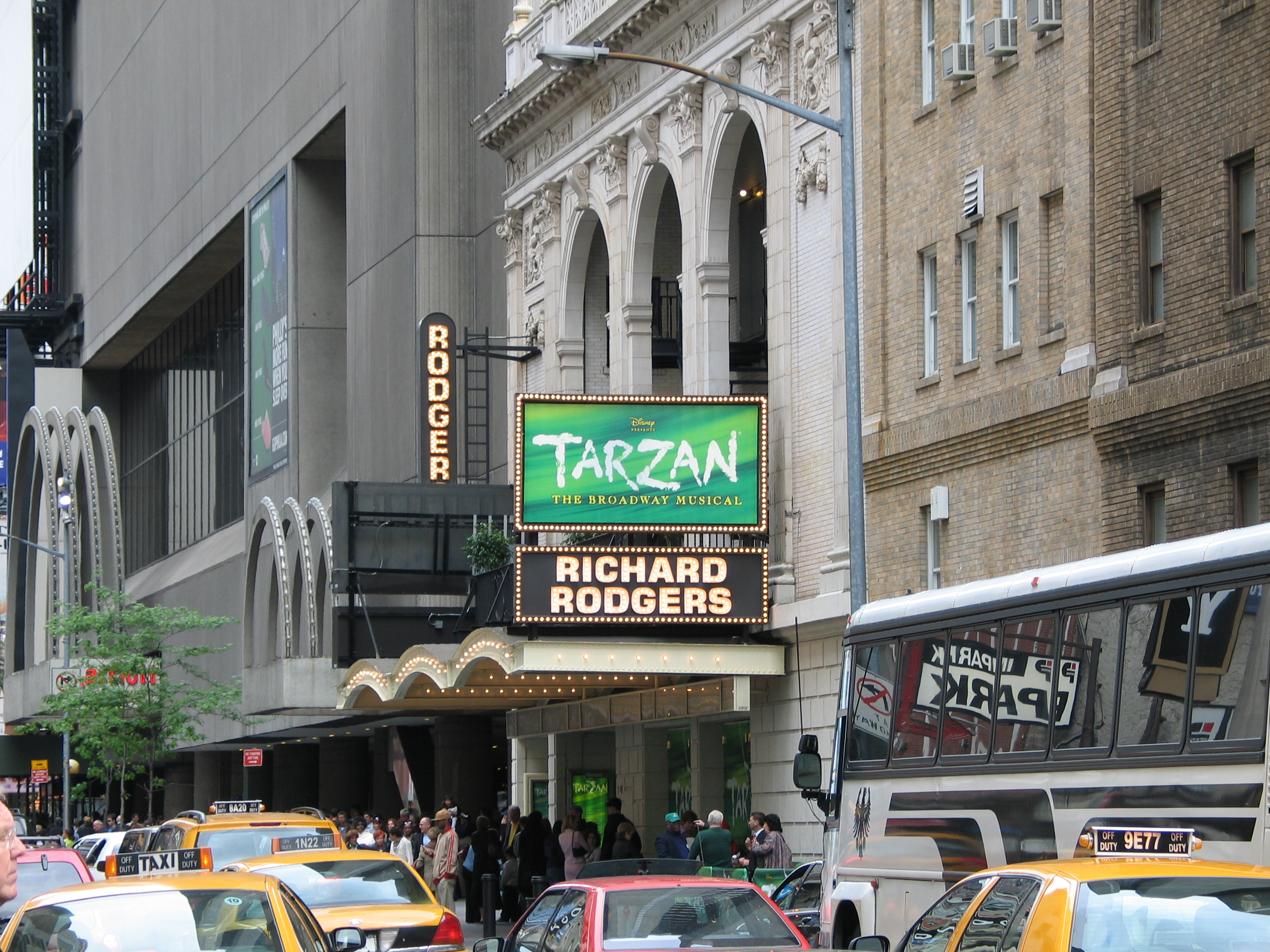
Афиша мюзикла «Тарзан» на театре

Мюзикл «Тарзан» (по одноимённому анимационному фильму «Disney») начал свой прокат на Бродвее 10 мая 2006 года в театре «Richard Rodgers Theatre». Мюзикл закрылся 8 июля 2007 года.
15 апреля 2007 года мюзикл открылся на международной арене: в театре «Circustheater» города Схевенингена (Нидерланды) «Тарзан» заменил «Короля льва». Затем мюзикл был поставлен в Швеции, Германии и Филиппинах. Также был национальный тур по городам США.

### «Русалочка»
Бродвейская премьера мюзикла «Русалочка» по мотивам одноимённого анимационного фильма состоялась в театре «Lunt-Fontanne Theatre» 10 января 2008 года (после 50 спектаклей предпоказа в Денвере (Колорадо) и на самом Бродвее). Плохие отзывы критиков, которые повлияли на посещение постановки, заставили создателей через полтора года закрыть мюзикл из-за возможных финансовых рисков.
В 2012 году компания «Stage Entertainment» представила видоизменённую версию мюзикла (в СМИ и театральном мире называемую „европейской“) в Нидерландах и России. Эту же версию поставили в Японии.

### «Аладдин»
В ноябре 2010 года Алан Менкен подтвердил, что процесс адаптации анимационного фильма «Аладдин» в мюзикл находится в работе с либретто Чада Беглина. Премьера первого предпоказа состоялась в Сиэтле в театре «Пятая авеню» 7 июля 2011 года. Этот прокат продлился до 31 июля. Другой вариант мюзикла шёл в театре «Мюни» Сент-Луиса ( с 5 по 13 июля 2012 года). Премьера на Бродвее состоялась 26 февраля (серия предпоказов). Стационарный прокат «Аладдина» идёт с 20 марта 2014 года в театре «Новый Амстердам», заменив собою мюзикл «Мэри Поппинс», который закрылся 3 марта.

### Мюзиклы в разработке

#### «Книга джунглей»
«Variety» заявил, что «есть первые подготовки мюзикла „Книга джунглей“, основанного на одноимённом анимационном фильме „Disney“». Сценарием и режиссурой будет заниматься Мэри Циммерман. Первые смотры прошли в театрах «Goodman Theatre» (Чикаго) и «Huntington Theatre Company» (Бостон) в 2013 году.

#### «Сто один далматин»
Серия фильмов от «The Walt Disney Company» была закончена в 2000 году.

## Адаптация игровых фильмов «Disney»

### «Мэри Поппинс»

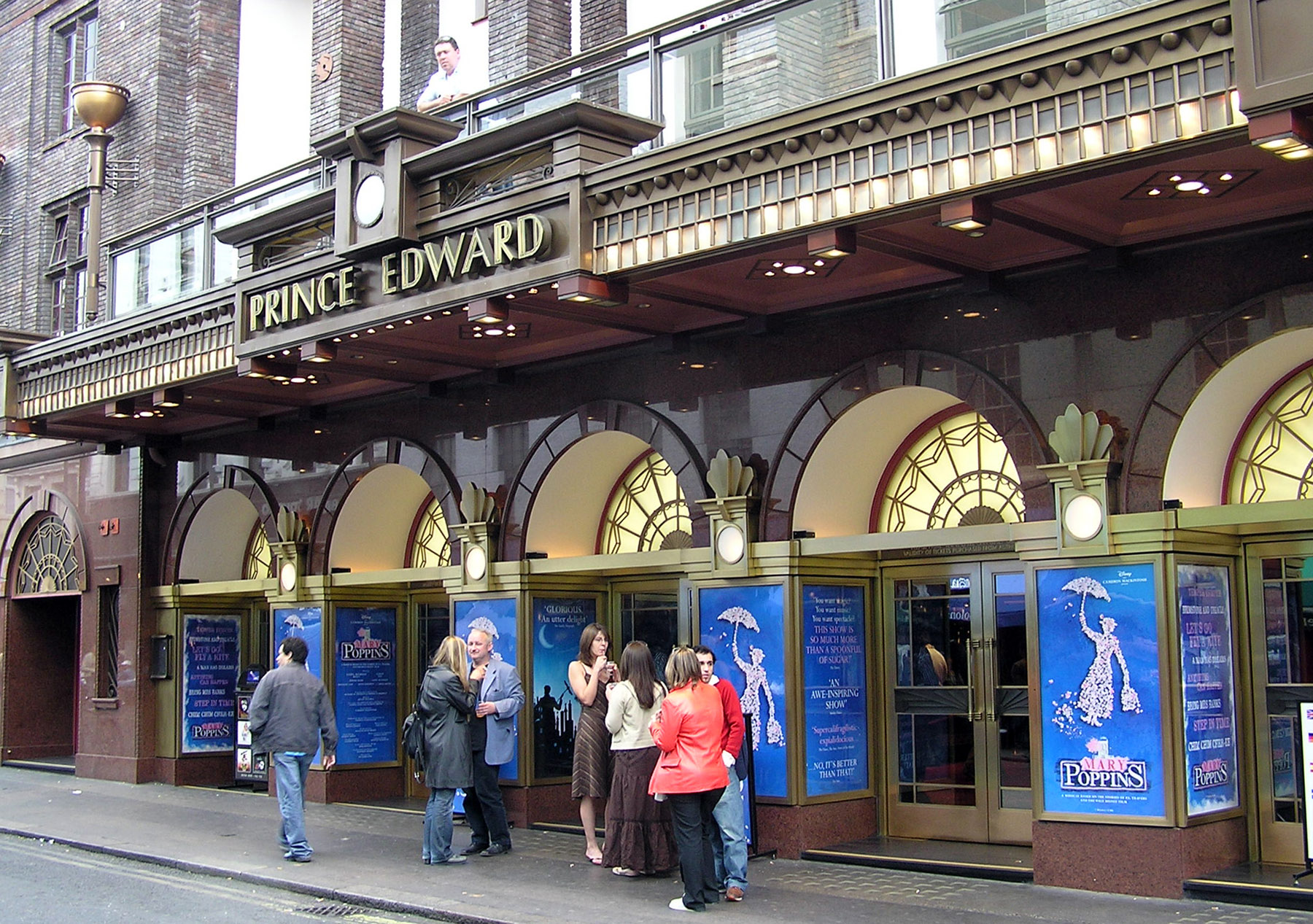
Мюзикл «Мэри Поппинс» в театре «Prince Edward Theatre» в Лондоне

Мюзикл «Мэри Поппинс» (по мотивам одноимённого фильма), поставленный продюсером Камероном Макинтошем, открылся предпоказами в театре «Bristol Hippodrome» (Бристоль, Великобритания) 15 сентября 2004 года. С 15 декабря постановка шла в театре «Prince Edward Theatre» (Вест-Энд, Лондон, Великобритания). Мюзикл закрылся 12 января 2008 года после трёх с небольшим лет проката.
После успешного проката мюзикла в Вест-Энде, было решено поставить его на Бродвее.  Премьера состоялась в театре «Новый Амстердам» 16 ноября 2006 года (после месяца предпоказов). Часть актёров бродвейской труппы пришла из лондонской постановки. Бродвейская версия мюзикла получила смешанные отзывы критиков: от восторженных до посредственных. Многие критики высоко оценили технические характеристики постановки. Мюзикл полюбился зрителями и отлично посещался; бюджет окупился за первый год стационарного проката. Последний спектакль «Мэри Поппинс» состоялся 3 марта 2013 года, уступив площадку для нового мюзикла — «Аладдин».
Мюзикл «Мэри Поппинс» был также поставлен в Мельбурне (Австралия), Схевенингене (Нидерланды), Брно (Чехия), Мехико (Мексика), Рейкьявик (Исландия). Исландская постановка, открывшаяся в феврале 2013 года, стала самым дорогим, сложным и успешным мюзиклом в истории страны.

### «Классный мюзикл»
Хит телеканала «Disney Channel» — «Классный мюзикл» — был адаптирован для сцены в 2007 году. Его премьера состоялась в «Театре звёзд» города Атланты, штат Джорджия. После создатели мюзикла устроили национальный тур по США, который продлился с 1 августа 2007 года по 3 августа 2008-го. Свои постановки были в Великобритании, Японии, Испании, Италии, ЮАР, Австралии, Нидерландах и Южной Корее.
Лицензированием постановок занимается компания «Music Theatre International», которая продала права на спектакль более 5000 театрам по всему миру. Существует три версии мюзикла: полная версия, одноактная и часовая (специальная для исполнителей среднего школьного возраста).

### «Классный мюзикл 2»
Сиквел фильма в качестве сценической версии был запущен в октябре 2008 года. Как и «Классный мюзикл», он имеет три версии для постановок на различных сценах и артистов любого возраста.

### «Camp Rock: Музыкальные каникулы»
Сценическая версия в большинстве своём основана на второй части фильма — «Camp Rock 2: Отчётный концерт», но песни присутствуют и из первой. Мюзикл был поставлен в 2010 году.

### «Продавцы новостей»
Мюзикл, основанный на одноимённом фильме, создан на либретто Харви Файерстина, музыку Алана Менкена и Джека Фельдмана. Премьера постановки состоялась в сентябре 2011 года в театре «Paper Mill Playhouse» города Милльбурн (Нью-Джерси). Изначально мюзикл планировался только для лицензирования, однако после восторженных отзывов был поставлен на Бродвее в театре «Nederlander Theatre», где идёт до сих пор с 29 марта 2012 года. Мюзикл стал лауреатом трёх премий «Тони»: лучший мюзикл, лучшая музыка и лучшая хореография.

### Мюзиклы в разработке

#### «Маппеты»
В 2013 году «Disney Theatrical Productions» сообщило, что ведётся работа по адаптации «Маппетов» в мюзикл. Было проведено пятнадцатиминутное выступление Томасом Шумахером, которое показало как будет выглядеть шоу на сцене в техническом плане.

#### «Алиса в Стране чудес»
«Disney Theatrical Productions» ведёт переговоры с Тимом Бёртоном (режиссёр фильма) и Линдой Вулвертон (сценарист фильма) об адаптации одноимённого фильма 2010 года в мюзикл. Бёртон поддержал идею, а Вулвертон уже согласилась на переделку сценария для постановки. Однако ни композитор, ни автор стихов песен, ни режиссёр мюзикла не определены. Известно, что хореографию будет ставить Метт Вест. Он уже работал с Линдой Вулвертон в мюзикле «Красавица и чудовище».

#### «Отец невесты»
Мюзикловая версия одноимённого фильма находится в разработке. Ожидается, что режиссёром выступит Бартлетт Шер.

#### «Чумовая пятница»
Написанием либретто мюзикла «Чумовая пятница» по мотива фильма 2003 года занимается Бриджит Карпентер. Режиссёром постановки, возможно, станет Кристофер Эшли.

## Оригинальные постановки

### «Царь Давид»
Мюзикл «Царь Давид» создан на музыку Алана Менкена и либретто и тексты песен Тима Райса. Был поставлен на Бродвее в 1997 году. Сюжет постановки основан на библейских сказках Книги Самуила и Паралипоменона, а также текстах из псалмов Давида.

### «Аида»
Основанный на сюжете одноимённой оперы Джузеппе Верди, мюзикл «Аида» рассказывает историю о рабыне из Нубии, которая влюбляется в египетского капитана. Музыку к постановке написал Элтон Джон, а тексты песен Тим Райс. Мюзикл открылся 23 марта 2000 года (после месяца предпоказов) в театре «Palace Theatre». Стационарный прокат продлился до 5 сентября 2004 года и закрылся после 1852 спектаклей. Мюзикл выиграл четыре премии «Тони» (лучшая женская роль, лучший дизайн сцены, лучший свет и лучшая музыка) и был поставлен в нескольких странах мира, а также имел тур по городам США.

### «На записи»
«На запись» дебютировал в театре «National Theatre» города Вашингтона в 2004 году. После постановка прошлась по стране национальным туром. Мюзикл состоит из 60 различных песен «Disney» в период с 30-х годов прошлого века до 2004 года. Эти песни свободно переплетаются по ходу сюжета, который развивается вокруг любовного прямоугольника — четырёх артистов, занимающихся записью альбома «Disney» в студии звукозаписи. По задумке создателей песни помогают персонажам выразить эмоции и выстроить отношения между собой.

### «Питер и ловец снов»
«Disney Theatrical Productions» и «La Jolla Playhouse» (Калифорния) адаптировали «Питер и ловец снов» (приквел «Питера Пэна») под музыкальную пьесу. Она основана на новелле Дэйва Барри и Ридли Пирсона. Сценарий написал Рик Элис, а сорежиссёром выступил Роджер Рис. Премьера пьесы состоялась в Сан-Диего 13 февраля 2009 года. В Нью-Йорке постановка шла в статусе Офф-Бродвей в театре «New York Theatre Workshop». На Бродвее «Питер и ловец снов» шёл с 15 апреля 2012 года по 20 января 2013-го. Пьеса вновь вернулась на сцену в марте 2013 года в театре «New World Stages» (в статусе Офф-Бродвей).